# Нордштранд (општина)
Нордштранд (њем. Nordstrand) општина је у њемачкој савезној држави Шлезвиг-Холштајн. Једно је од 132 општинска средишта округа Нордфризланд. Према процјени из 2010. у општини је живјело 2.273 становника. Посједује регионалну шифру (AGS) 1054091, NUTS (DEF07) и LOCODE (DE NOR) код.

## Географски и демографски подаци
Нордштранд се налази у савезној држави Шлезвиг-Холштајн у округу Нордфризланд. Општина се налази на надморској висини од 2 метра. Површина општине износи 57,4 km². У самом мјесту је, према процјени из 2010. године, живјело 2.273 становника. Просјечна густина становништва износи 40 становника/km².